# Sunggal
Sunggal är en ort i Indonesien.   Den ligger i provinsen Sumatera Utara, i den västra delen av landet, 1 400 km nordväst om huvudstaden Jakarta. Sunggal ligger 32 meter över havet och antalet invånare är 157 914.
Terrängen runt Sunggal är platt. Runt Sunggal är det mycket tätbefolkat, med 10 000 invånare per kvadratkilometer. Närmaste större samhälle är Medan, 5,8 km öster om Sunggal. Runt Sunggal är det i huvudsak tätbebyggt.